# Liten stinksvamp
Liten stinksvamp (Mutinus caninus) är en svampart som först beskrevs av William Hudson, och fick sitt nu gällande namn av Elias Fries 1849. Liten stinksvamp ingår i släktet Mutinus och familjen stinksvampar.  Arten är reproducerande i Sverige. Inga underarter finns listade i Catalogue of Life.

## Källor

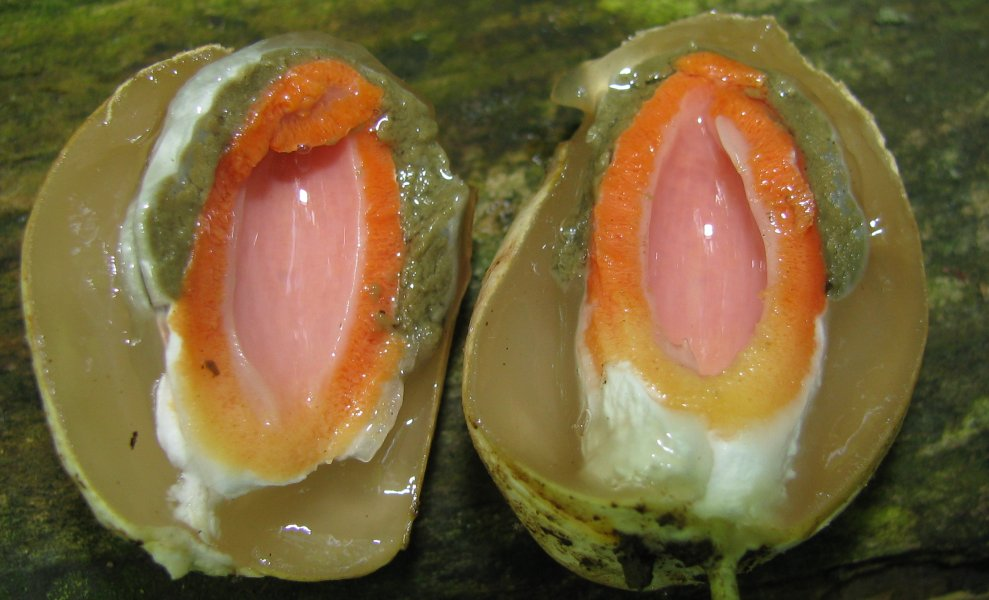
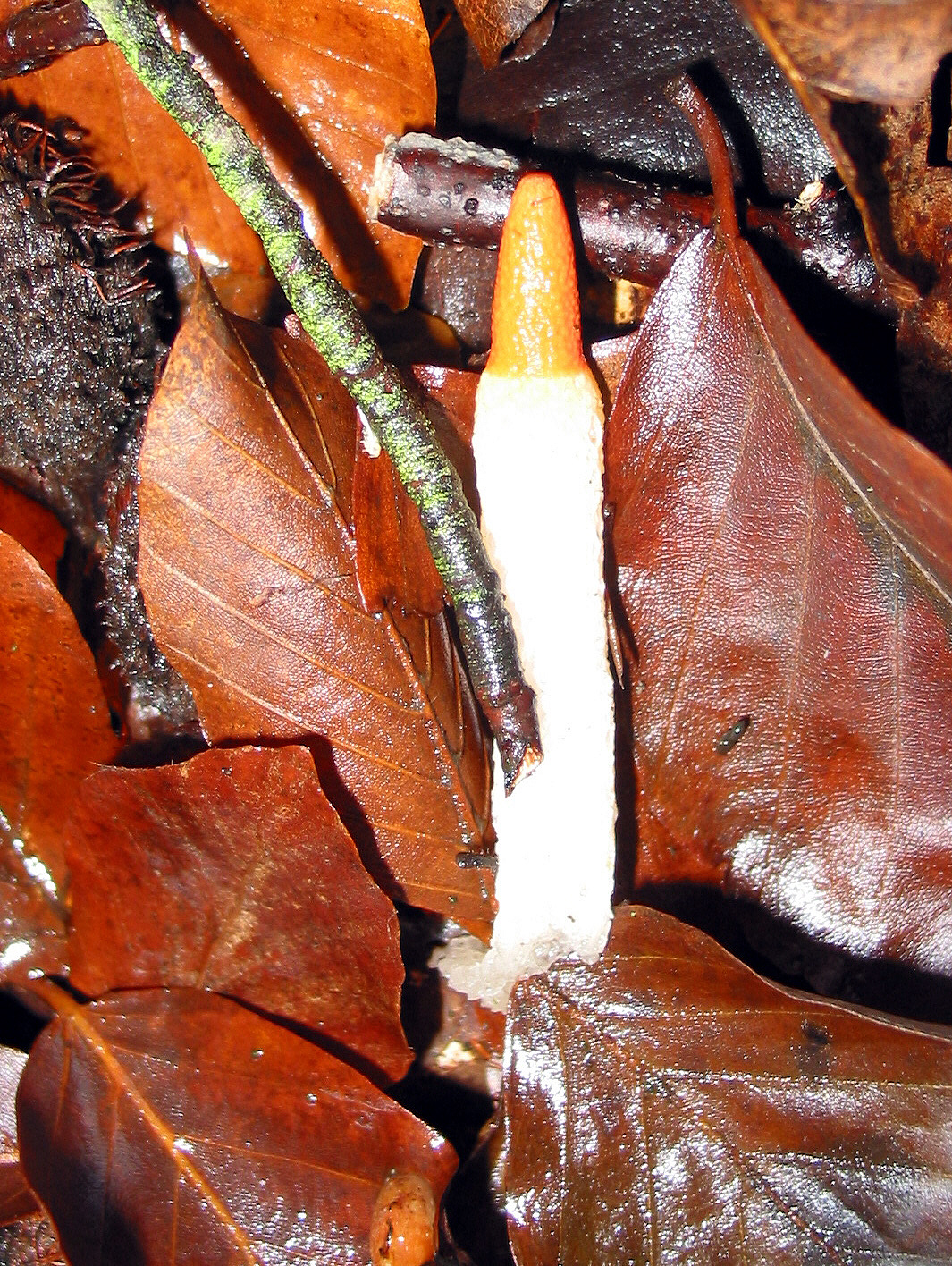
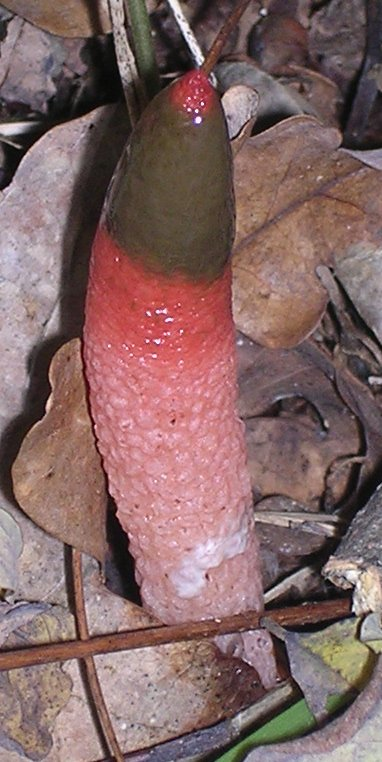
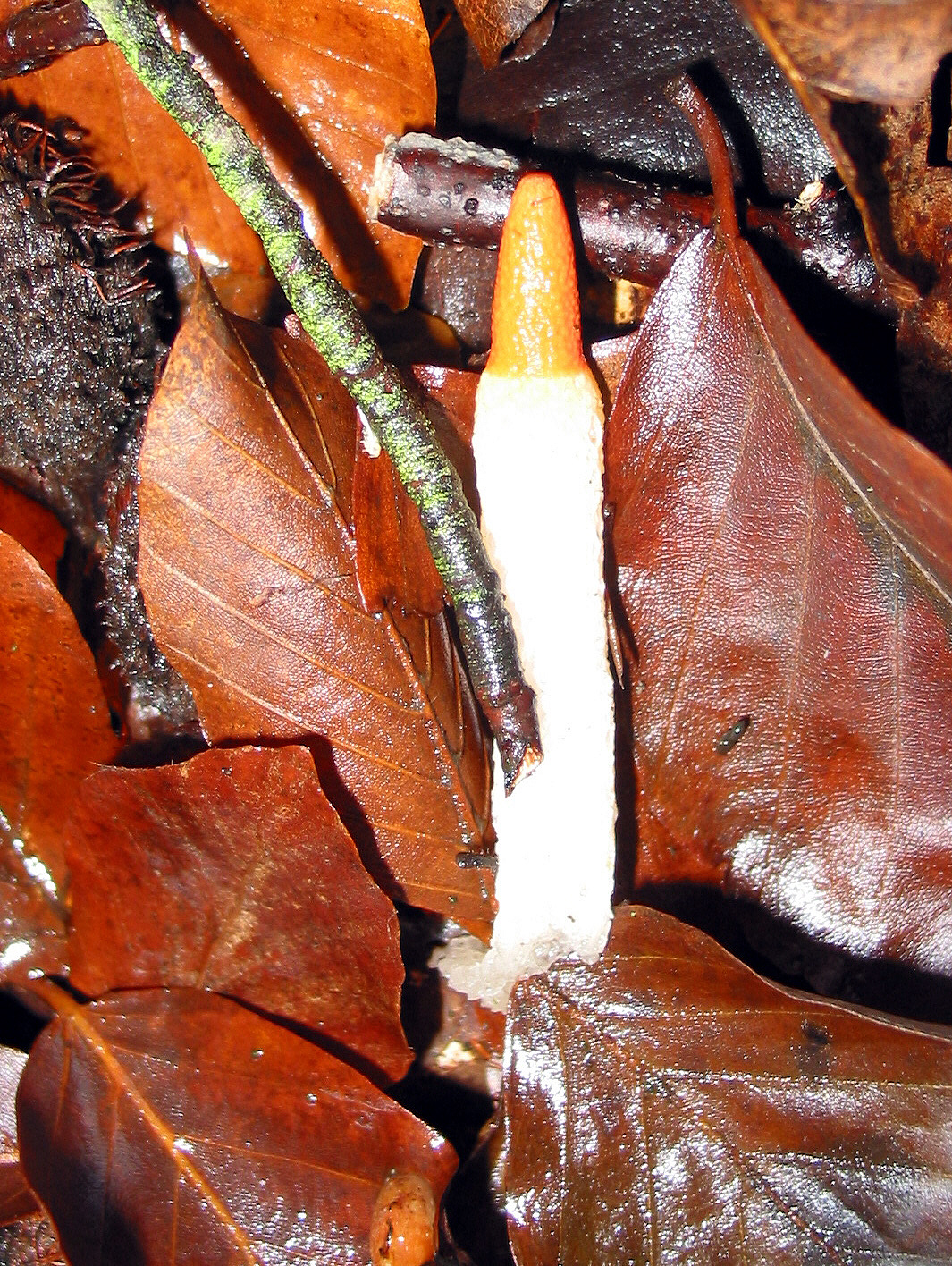
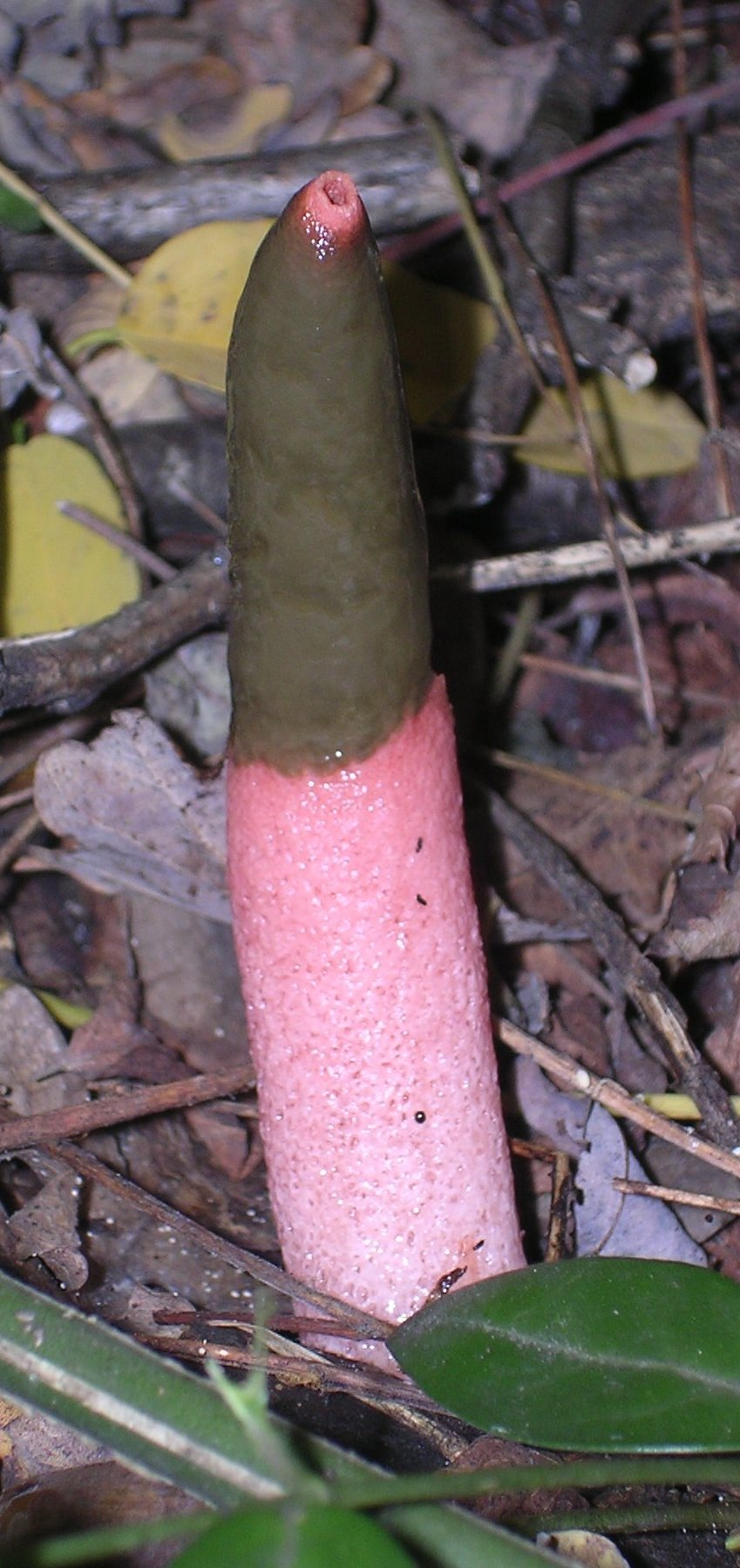
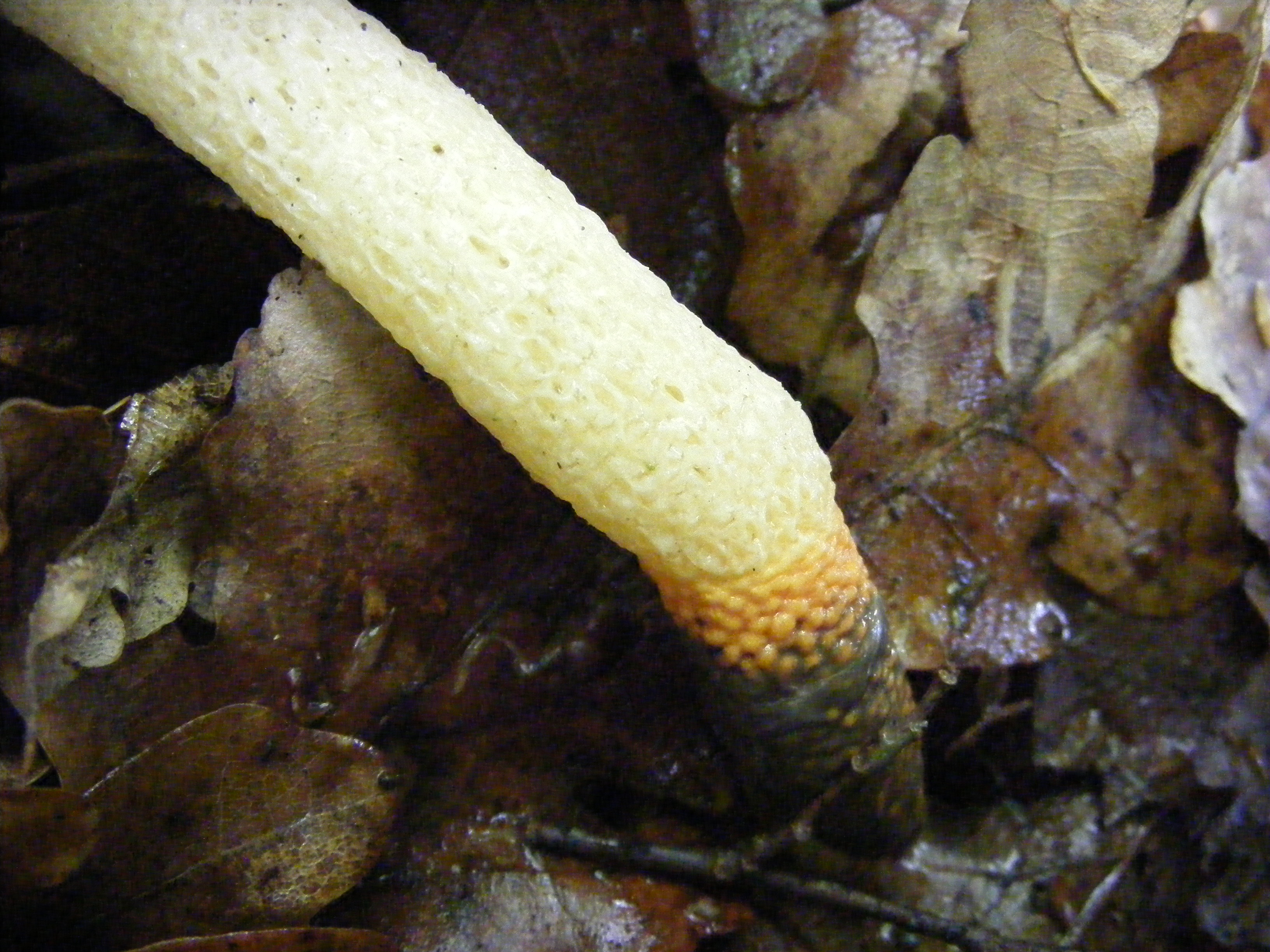
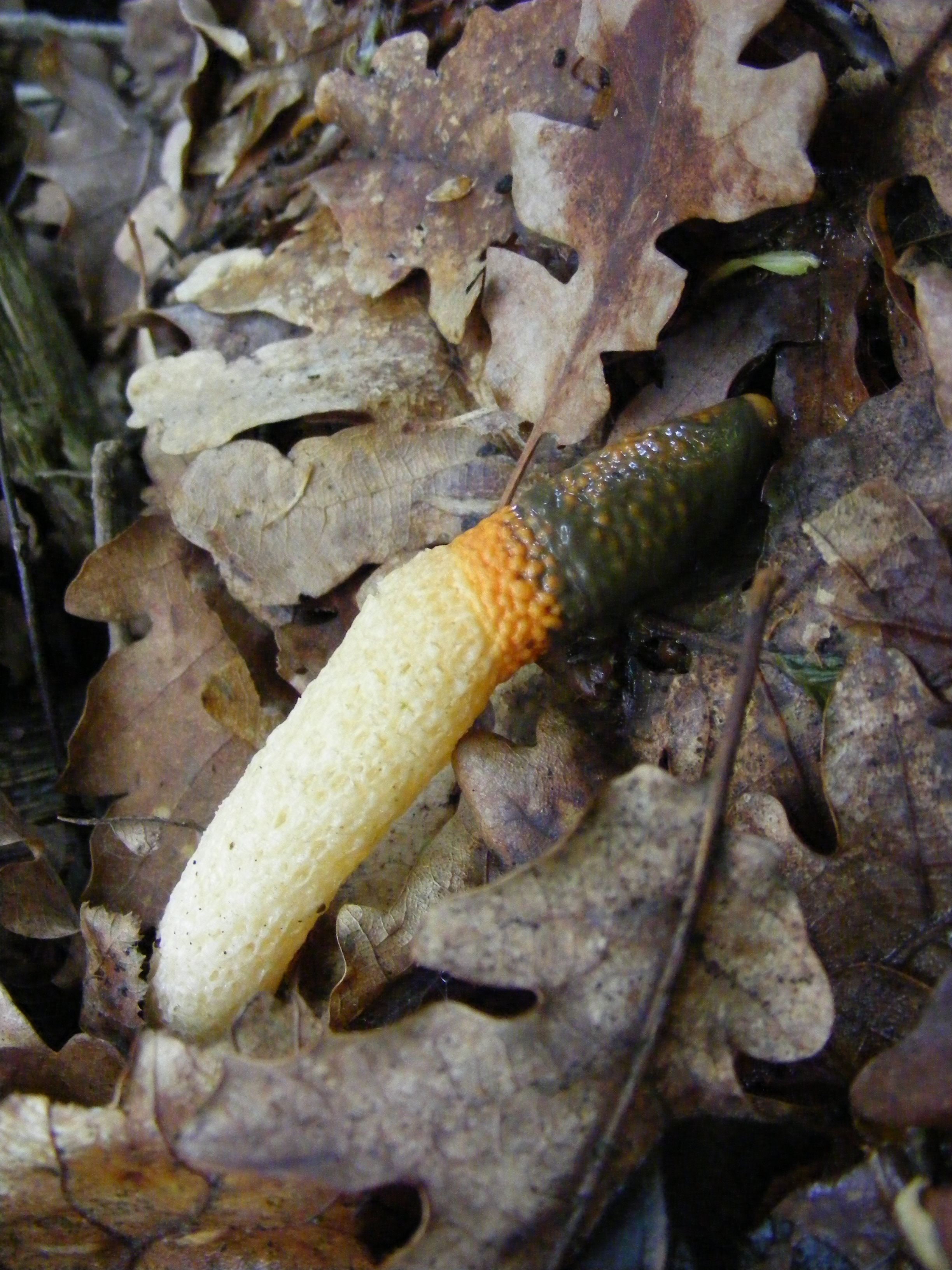
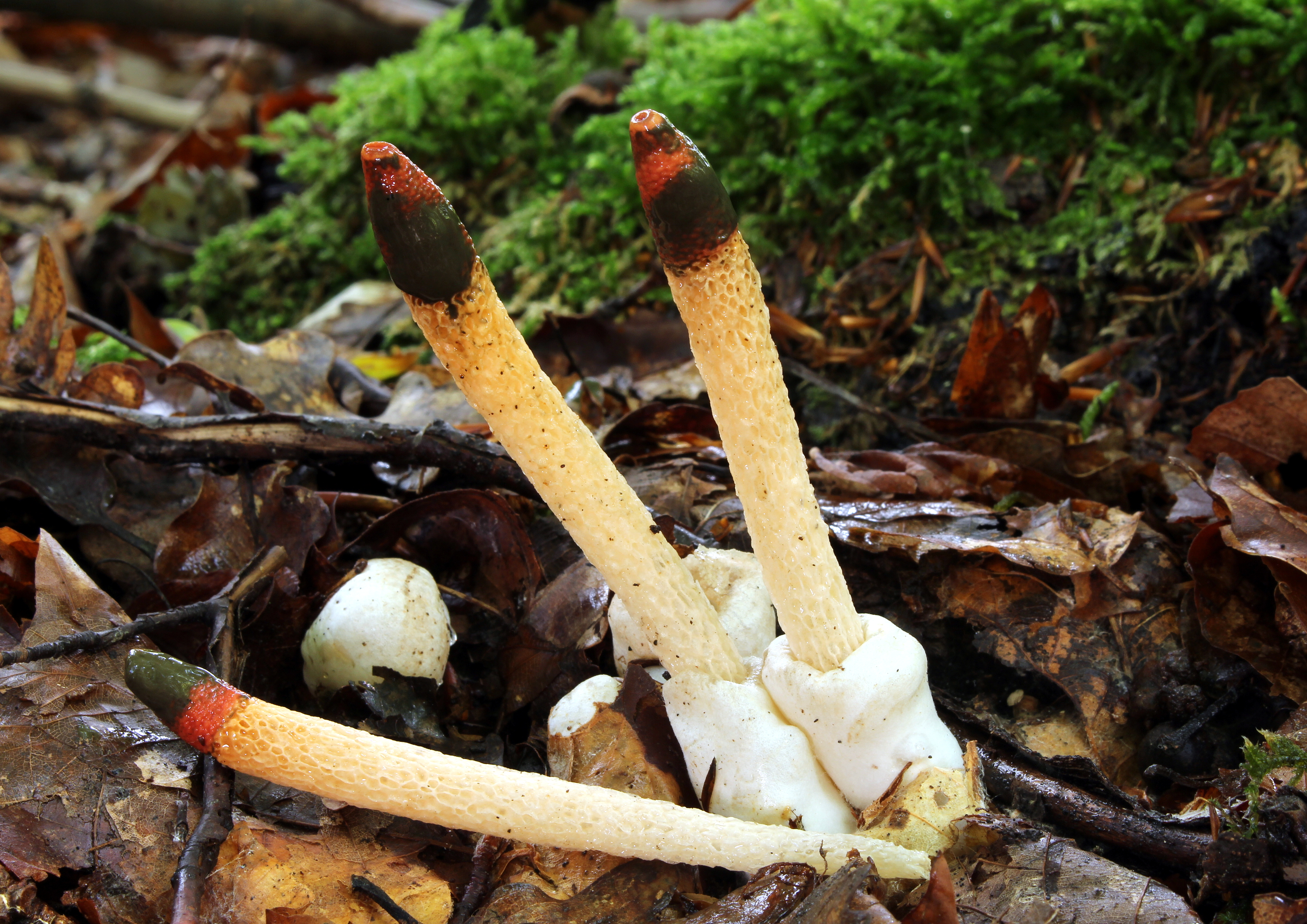
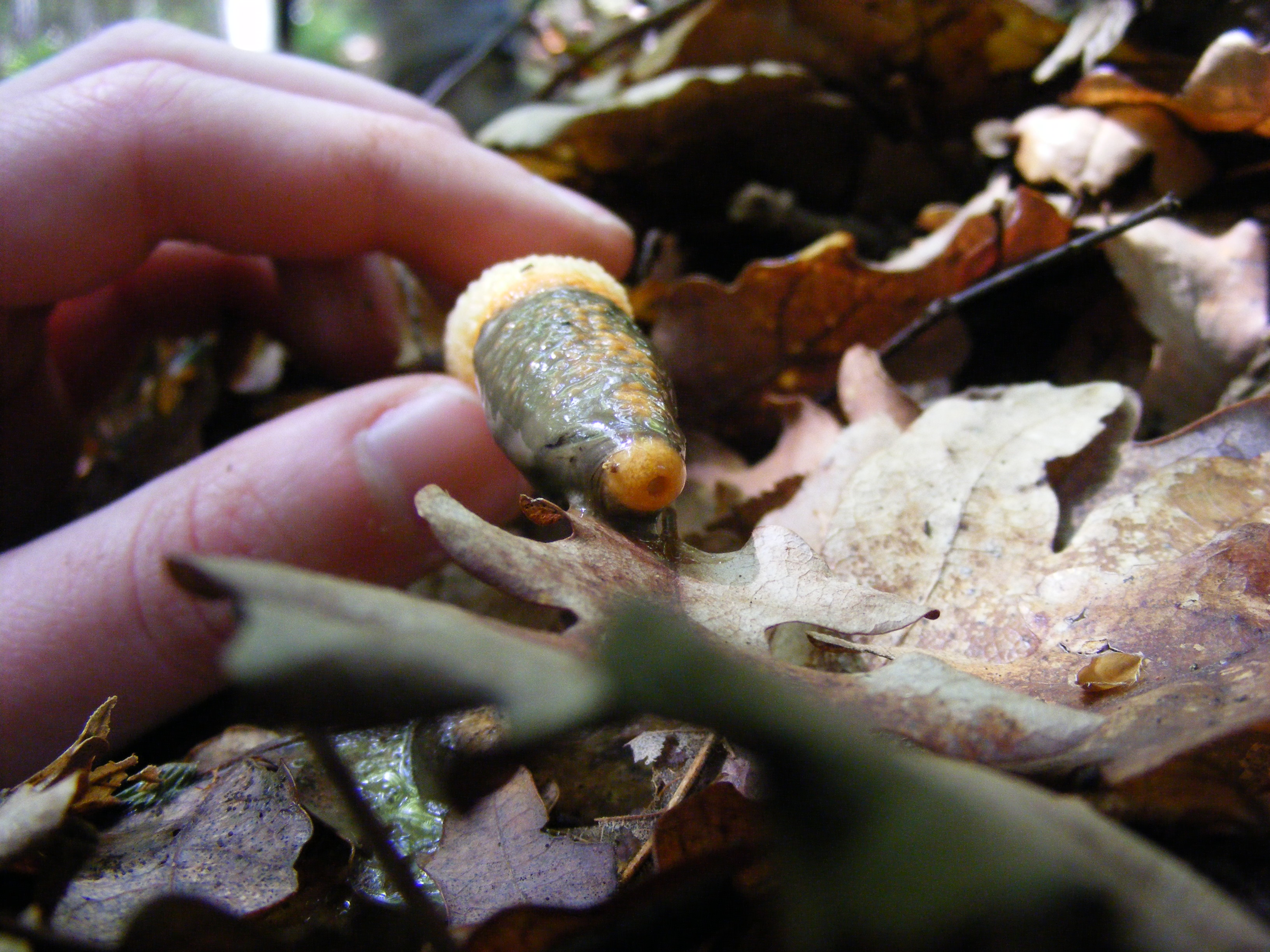
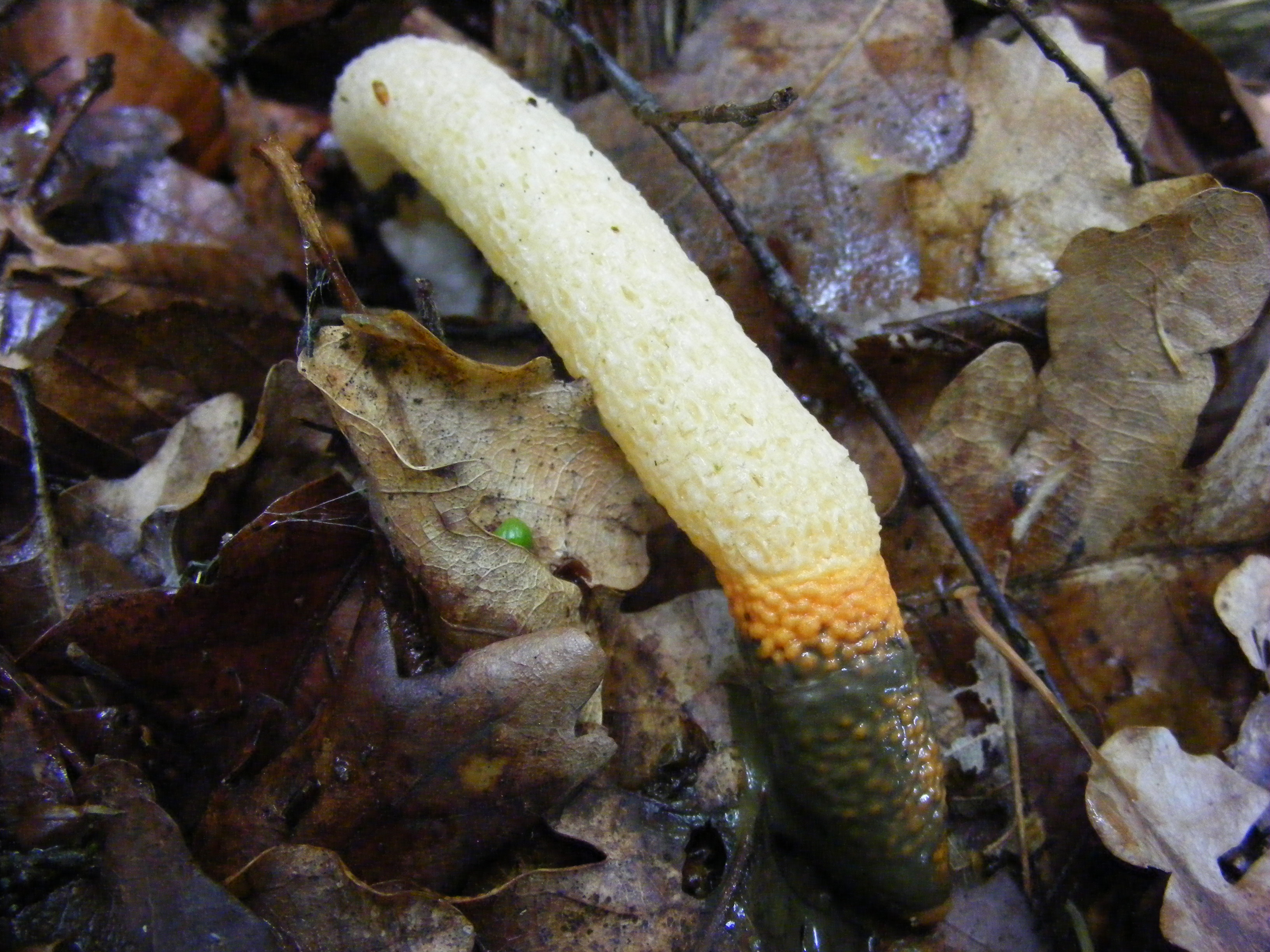
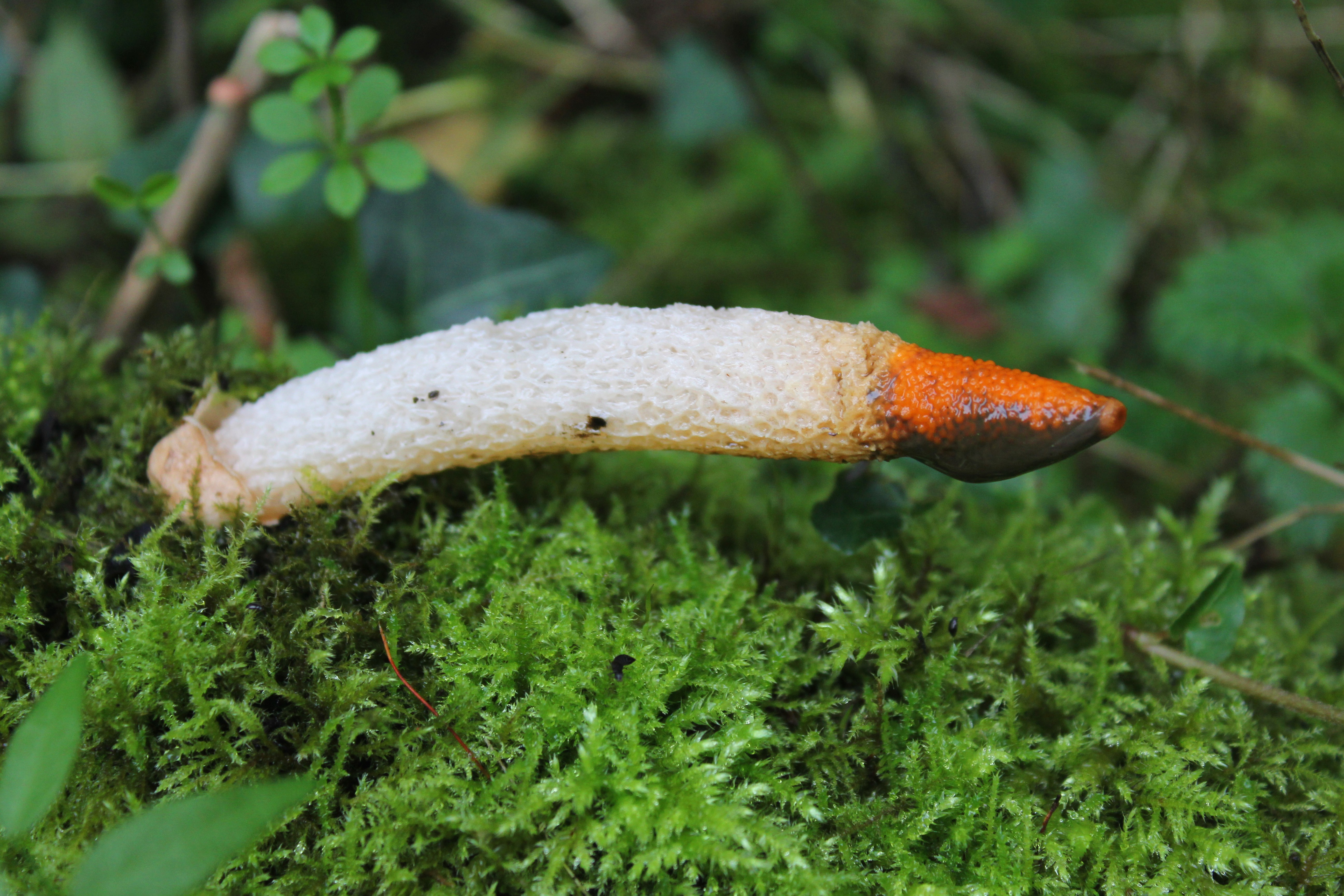
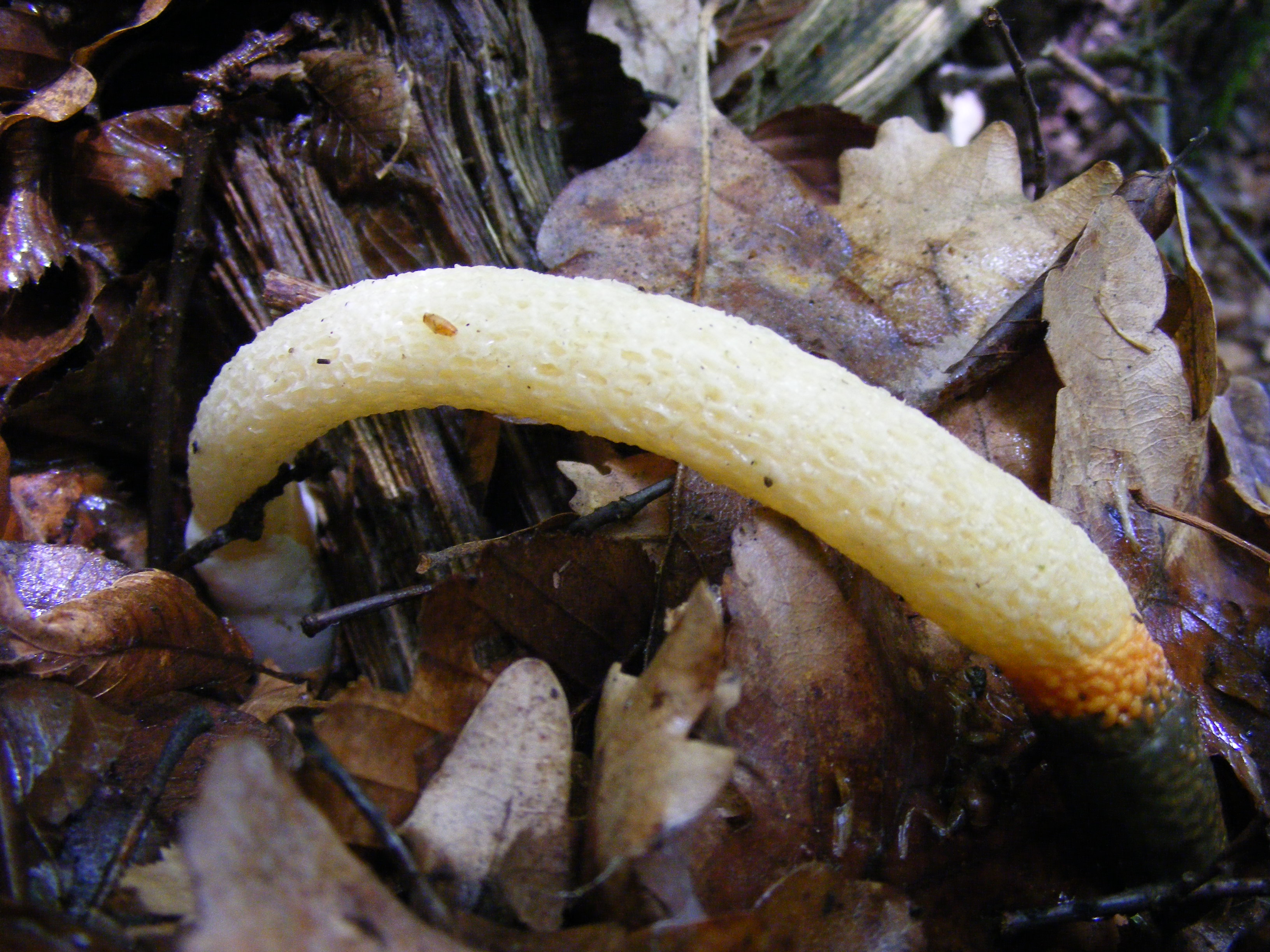